# Al Baraha
Al Baraha (in arabo البراحة‎?, al-Barāḥa) è un quartiere di Dubai.
La località è in gran parte residenziale e confina verso nord con Deira Corniche e Al Muteena verso sud. Le infrastrutture principali sono le D 92 (al-Khalīj Road) e D 82 (al-Rashīd Road).